# Choroterpes volubilis
Choroterpes volubilis is een haft uit de familie Leptophlebiidae. De wetenschappelijke naam van de soort is voor het eerst geldig gepubliceerd in 1988 door Thomas & Vitte.
De soort komt voor in het Palearctisch gebied.